# Marc Vizcaino
Pour les articles homonymes, voir Vizcaino (homonymie).
Marc Vizcaino Vallmitjana né le 14 janvier 1999, est un joueur espagnol de hockey sur gazon.

## Biographie
- Sa sœur Meritxell est également internationale espagnole de hockey sur gazon.

## Carrière
Il a débuté en équipe première le 18 janvier 2022 à Cadix lors d'un match amical face aux Pays-Bas.